# Julius Stern (Musiker)

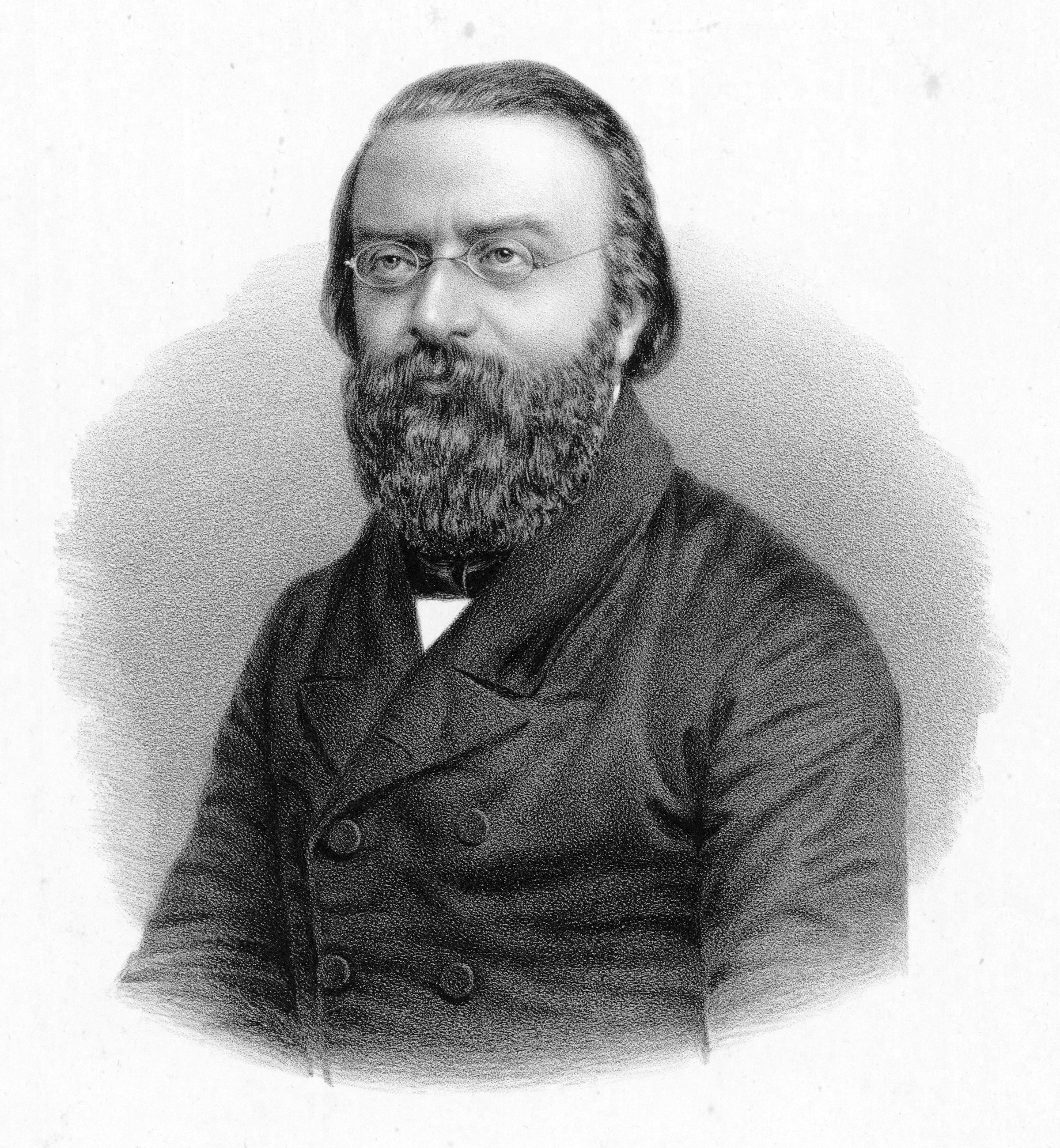
Julius Stern

Julius (eigentl. Jesaja Isaak) Stern (* 8. August 1820 in Breslau; † 27. Februar 1883 in Berlin) war ein deutscher Musikpädagoge und Komponist jüdischen Glaubens. Er belebte wesentlich das Berliner Musikleben in der Mitte des 19. Jahrhunderts durch die Gründung des Stern’schen Gesangvereins (1847), des Stern’schen Orchestervereins (1855) und des Stern’schen Konservatoriums (1850), des ersten Konservatoriums Berlins.

## Leben
Stern war der Sohn des Musikalienhändlers Moritz Stern (1778 bis nach 1859) und dessen Ehefrau Täubchen, geborene Berliner. Ersten Geigenunterricht erhielt er von seinem Vater, später von Ignaz Peter Lüstner (1793–1873). Zusammen mit seiner Schwester und Pianistin Julie und seinem Vater kam Stern im Jahr 1832 nach Berlin, seine Mutter und jüngeren Schwestern kamen kurze Zeit später nach. Er begann 1835 zunächst eine Lehre in einer Seidenfabrik, ehe er als Eleve an der Musiksektion der Königlich Preußischen Akademie der Künste 1837 angenommen wurde und Kontrapunkt sowie Komposition studieren konnte. 14-jährig wurde er als Choraltist Mitglied der Berliner Sing-Akademie, 1843 wird er im Mitgliederverzeichnis als Tenor aufgeführt. In Berlin erhielt Stern Geigenunterricht bei Hubert Ries und Leopold Ganz, die Mitglieder der Königlichen Hofkapelle waren.
In den Jahren 1838 bis 1854 führte Stern eine intensive Korrespondenz mit dem von ihm verehrten Robert Schumann, dem er 1841 seine Lieder op. 8 widmete. 1853/54 erwogen beide Komponisten sogar einen „Tausch“ ihrer Stellen (Düsseldorf/Berlin).
Ein zweijähriges Reisestipendium des Königs Friedrich Wilhelm IV., auf Empfehlung Felix Mendelssohn Bartholdys und Giacomo Meyerbeers vermittelt, ermöglichte Stern ab 1843 ein Gesangsstudium in Dresden bei Johannes Aloys Miksch. Außerdem reiste Stern nach Paris, wo er im September 1843 eintraf. Hier leitete er als Nachfolger von Conradin Kreutzer den Deutschen Gesangverein und lernte Hector Berlioz kennen. Daneben verkehrte er dort bei dem Bankier Auguste Léo, wo er Frédéric Chopin begegnete.
1846 kehrte Stern nach Berlin zurück und gründete 1847 den „Stern’schen Gesangverein“, der bald eine Konkurrenz für die Sing-Akademie darstellte. Die Gründung des Stern’schen Gesangvereins geht auf die musikalischen Gesellschaften der Sängerin Henriette Sontag, verh. Gräfin Rossi, zurück. Sie übertrug Stern 1846 die Leitung dieser halböffentlichen Aufführungen in ihrem Hause. Die Gründungsmitglieder des Vereins waren am 15. Oktober 1847, neben Stern und dem Kassenführer Theodor Leo, Isabella Behr, Charlotte von Bronikowska (verh. von Bülow), Bertha Friedheim, Natalie Jähningen, Marie Jüngken, Henriette von Merckel und Caroline Seidler-Wranitzky. Die ersten Proben und Aufführungen fanden in den großzügigen Wohnungen Sterns statt, später trat der Gesangsverein an verschiedenen Aufführungsorten in Berlin auf, u. a. im Arnimschen Saal, im Konzertsaal des Schauspielhauses am Gendarmenmarkt und in der Singakademie. Der Stern’sche Gesangverein, den Stern bis 1874 leitete (und der noch bis 1911/12 existierte), führte zunächst Werke von Felix Mendelssohn Bartholdy, später auch die Chorfantasie, Missa solemnis und die 9. Sinfonie von Ludwig van Beethoven auf. Zum Repertoire gehörten auch das Magnificat von Bach sowie Werke von Händel, Haydn, Mozart, Weber und Schumann. Der Chor trat zudem mit namhaften Solisten seiner Zeit auf wie z. B. Joseph Joachim, Amalie Joachim und Clara Schumann. 1849 wurde Stern für seine Verdienste zum Königlichen Musikdirektor ernannt. In Berlin nahm Stern in verschiedenen Miethäusern seinen Wohnsitz, so um 1848 an der Spittelbrücke 2, ab den 1870er Jahren in der Friedrichstraße 214 im Berliner Stadtzentrum.

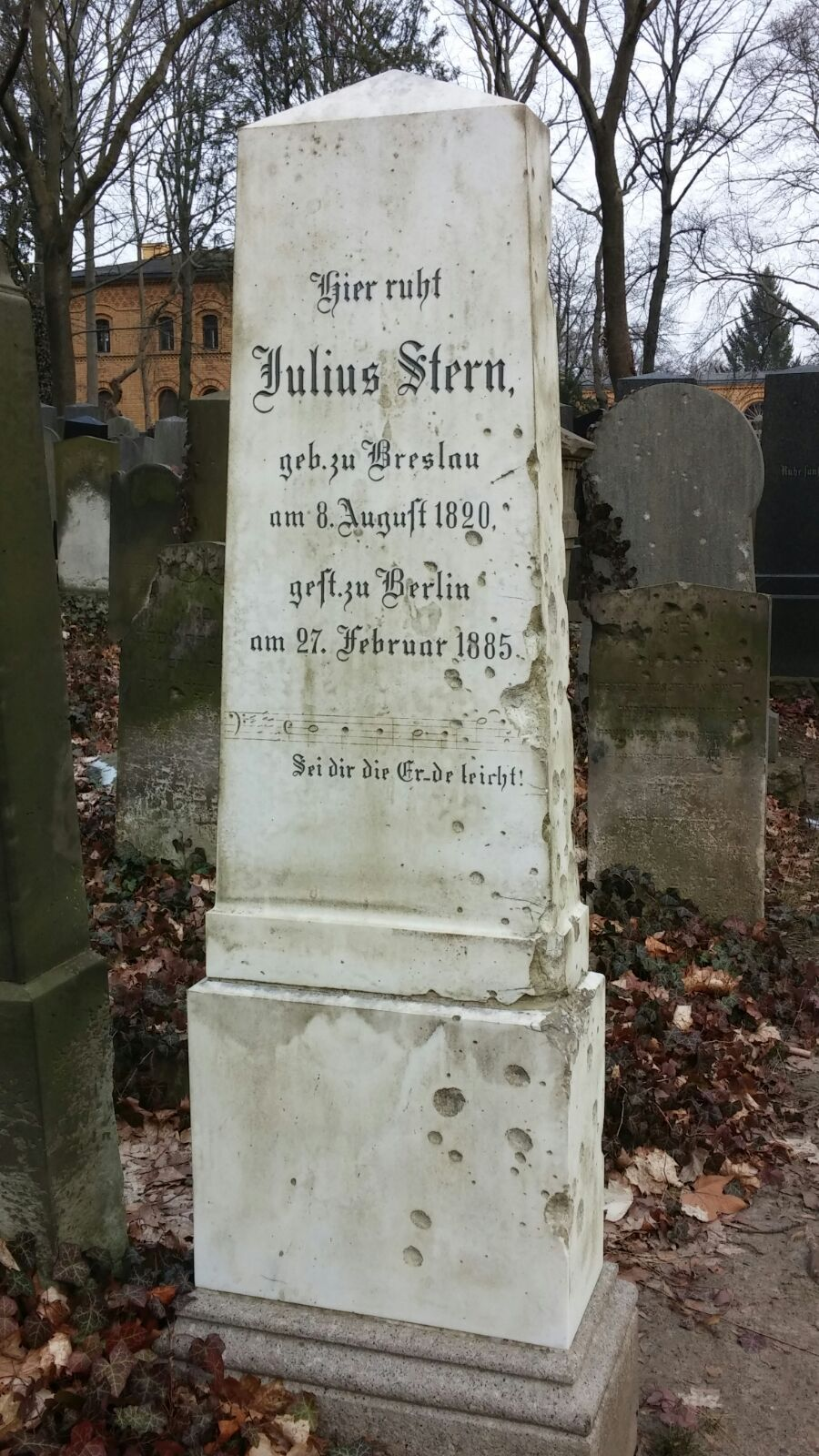
Grabstelle auf dem Jüdischen Friedhof Berlin-Weißensee

Gemeinsam mit Theodor Kullak und Adolf Bernhard Marx gründete Julius Stern im Jahr 1850 die „Musikschule für Gesang, Klavier und Komposition“ (ab 1852 „Konservatorium der Musik“), sie war das erste Konservatorium Berlins. Am 20. Januar 1852 heiratete er die elf Jahre jüngere Elisabeth Meyer (1831–1919), Tochter des Berliner Kaufmanns Itzig Meyer, deren Schwester Jenny Meyer (1834–1894) später eine geschätzte Konzertsängerin wurde. Ab 1857, nach dem Ausscheiden der beiden Mitbegründer, firmierte die Schule als das Stern’sche Konservatorium. Das Institut, das bis 1877 von Stern geleitet wurde und bis zur Enteignung durch die Nazis 1935/36 existierte, war eine der bedeutendsten Ausbildungsstätten für den musikalischen Nachwuchs in Berlin und hatte sowohl namhafte Lehrer als auch Schüler vorzuweisen. Neben der alleinigen Leitung des Konservatoriums übernahm Stern auch den Dirigentenposten des Chores der Synagoge der Reformgemeinde in der Johannisstraße unter Rabbiner Samuel Holdheim. Julius Stern war Mitglied der Jüdischen Reformgemeinde.
Im Jahre 1855 gründete Stern den „Stern’schen Orchesterverein“, um bei Aufführungen nicht länger auf die Königliche Kapelle, bis dato einziges Orchester Berlins, angewiesen zu sein. Der Orchesterverein führte u. a. Werke von Bach, Beethoven, Mendelssohn, Schumann, Wagner und Liszt auf, wobei Liszt bei einem Konzert des Orchestervereins am 6. Dezember 1855 seine Werke selbst dirigierte. Da sich der Verein nur über die Einnahmen finanzierte, existierte er aufgrund wirtschaftlicher Probleme nur bis 1857.
Von 1869 bis 1871 leitete Stern die „Berliner Symphoniecapelle“, die ursprünglich von Carl Liebig 1843 gegründet wurde. 1873/74 übernahm er die Leitung der neugegründeten Reichshallen-Konzerte. Im selben Jahr trat er der Gesellschaft der Freunde bei. Stern wurde aufgrund seiner Verdienste 1860 zum Königlichen Professor ernannt.
Das Grab von Julius Stern befindet sich auf dem Jüdischen Friedhof Weißensee im Feld A1, Reihe 22.

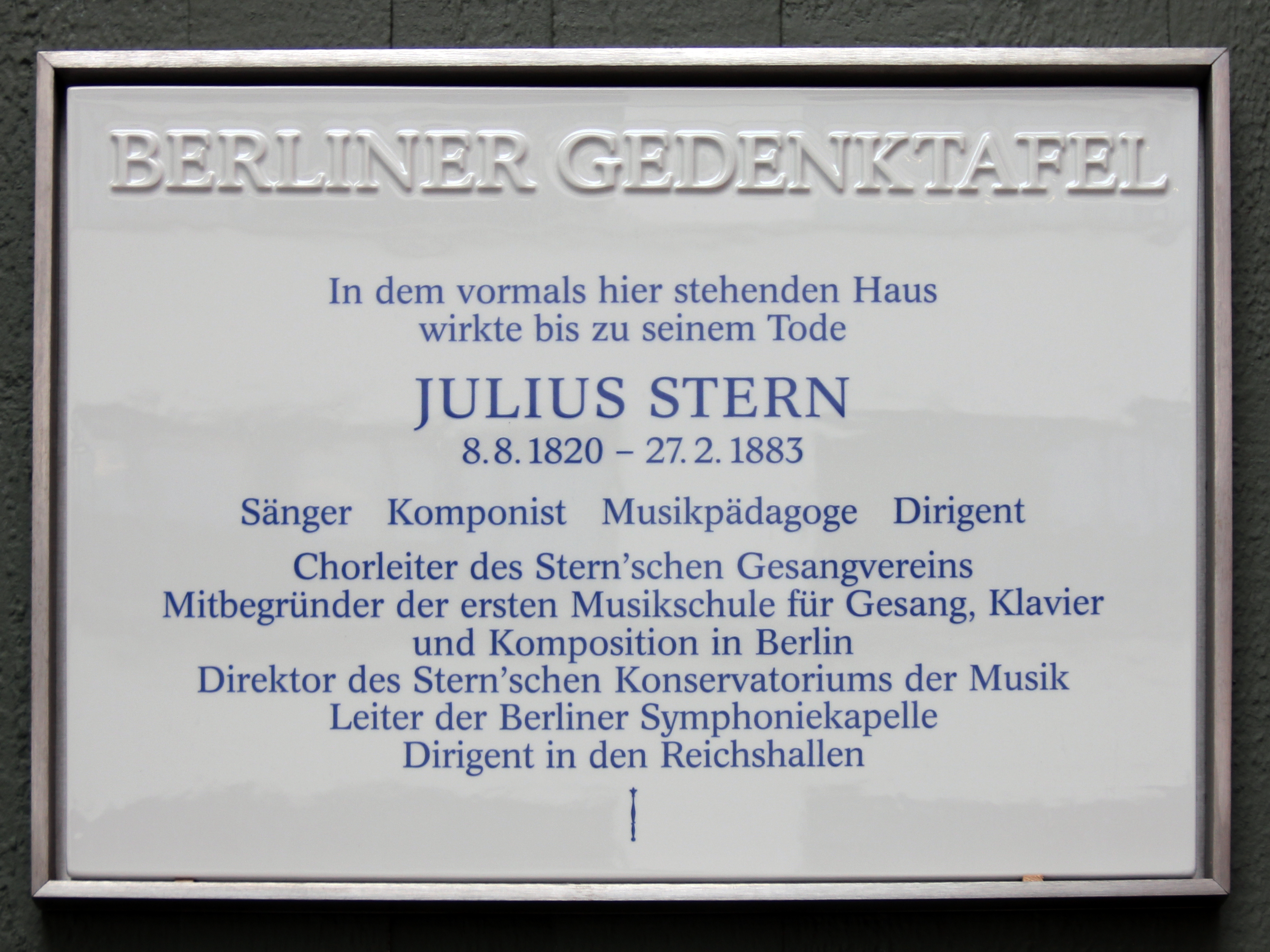
Berliner Gedenktafel am Haus Friedrichstraße 214 in Berlin-Kreuzberg

## Ehrungen
Die Universität der Künste Berlin benannte ein Institut nach dem Komponisten: Julius-Stern-Institut für musikalische Nachwuchsförderung.
Der Senat von Berlin und das Bezirksamt von Mitte ehrten am 16. Oktober 2014 das Wirken des Musikers durch Anbringung einer Berliner Gedenktafel an seinem letzten Wohnhaus, Friedrichstraße 214.

## Werke (Auswahl)
In jungen Jahren komponierte Stern eine Reihe von Liedern, die zu ihrer Zeit recht beliebt waren.
- Op. 1: Fünf Gesänge. Gustav Crantz, Berlin 1839
- Op. 3: Bilder des Orients nach Texten von Heinrich Stieglitz. Gustav Crantz, Berlin 1839
- Op. 4: Barcarole für hohe Stimme, Violoncello und Klavier. Gustav Crantz, Berlin 1839
- Op. 8: Sechs Gedichte von Reinick, Eichendorff, Burns, Chamisso. Heinrichshofen, Magdeburg 1841 (Robert Schumann gewidmet)[19]
- Op. 9: Geistliche Ouvertüre. Hofmeister, Leipzig 1843
- Op. 10: Sechs Gedichte. Breitkopf & Härtel, Leipzig 1842